# Lyonsia norwegica
Lyonsia norwegica är en musselart som först beskrevs av Gmelin 1791.  Lyonsia norwegica ingår i släktet Lyonsia och familjen Lyonsiidae. Arten är reproducerande i Sverige. Inga underarter finns listade i Catalogue of Life.